# Anoploderomorpha luteovittata
Anoploderomorpha luteovittata là một loài bọ cánh cứng trong họ Cerambycidae.